# Comuna Novozarițke, Zaharivka
Novozarițke (în ucraineană Новозаріцьке) este o comună în raionul Frunzivka, regiunea Odesa, Ucraina, formată din satele Birnosove, Fedosiivka, Novozarițke (reședința) și Perșe Travnea.

## Demografie
Componența lingvistică a comunei Novozarițke
     Ucraineană (92,44%)
     Română (4,39%)
     Rusă (3,18%)
Conform recensământului din 2001, majoritatea populației comunei Novozarițke era vorbitoare de ucraineană (92,44%), existând în minoritate și vorbitori de română (4,39%) și rusă (3,18%).